# Harri Eloranta
Harri Henrik Eloranta (* 4. Dezember 1963 in Köyliö) ist ein ehemaliger finnischer Biathlet.
Harri Eloranta arbeitet bei der finnischen Küstenwache. Er lebt in Ähtäri und startete für Säkylän Urheilijat. Mit dem Biathlonsport begann der Finne 1978. Seinen ersten Einsatz im Biathlon-Weltcup hatte er in der Saison 1983/84. Die erste Top-Ten-Platzierung erreichte er 1987 als Siebter in einem Sprintrennen in Canmore. 1989 in Östersund konnte er im Weltcup als Fünfter ein noch besseres Ergebnis schaffen. In der Saison 1988/89 erreichte er mit dem 23. Platz in der Gesamtwertung sein bestes Ergebnis in dieser Wertung. Zwischen 1985 und 2000 trat der Finne, der in seinen letzten Biathlon-Jahren als Urgestein und Legende des Biathlonsports galt, bei neun Biathlon-Weltmeisterschaften an. Sein bestes Einzelergebnis konnte er 1989 als Zwölfter im Sprintrennen von Feistritz erreichen, bestes Ergebnis mit der Staffel war Platz sieben 1997 in Osrblie.
Zwischen 1988 und 1998 trat Eloranta bei allen vier Olympischen Winterspielen an. 1988 erreichte er in Calgary Platz 50 im Einzel und Platz 25 im Sprint, 1992 in Albertville lief er die erfolgreichsten Rennen seines Lebens. Im Einzel verpasste er als Fünfter noch eine Medaille, im Sprint konnte er beim Sieg von Mark Kirchner und hinter Ricco Groß Bronze gewinnen. Mit der Staffel kam ein Achter Rang hinzu. 1994 belegte er in Lillehammer Platz 30 im Einzel und Platz 15 im Sprint und wurde zudem Fünfter mit der finnischen Staffel. Seine letzten Spiele bestritt er als 34-Jähriger 1998 in Nagano. In Japan belegte er Platz 20 im Sprint und Rang acht mit der Staffel. 2000 beendete er seine internationale Karriere.

## Biathlon-Weltcup-Platzierungen
Die Tabelle zeigt alle Platzierungen (je nach Austragungsjahr einschließlich Olympische Spiele und Weltmeisterschaften).
- 1.–3. Platz: Anzahl der Podiumsplatzierungen
- Top 10: Anzahl der Platzierungen unter den ersten zehn (einschließlich Podium)
- Punkteränge: Anzahl der Platzierungen innerhalb der Punkteränge (einschließlich Podium und Top 10)
- Starts: Anzahl gelaufener Rennen in der jeweiligen Disziplin

| Platzierung | Einzel | Sprint | Verfolgung | Massenstart | Team | Staffel | Gesamt |
| ----------- | ------ | ------ | ---------- | ----------- | ---- | ------- | ------ |
| 1. Platz    |        |        |            |             |      |         |        |
| 2. Platz    |        |        |            |             |      |         |        |
| 3. Platz    |        | 1      |            |             |      |         | 1      |
| Top 10      | 2      | 6      |            |             | 1    | 7       | 16     |
| Punkteränge | 8      | 17     |            |             | 1    | 9       | 35     |
| Starts      | 31     | 40     | 7          |             | 1    | 9       | 88     |

(Möglicherweise ist die Statistik nicht ganz vollständig.)